# شمعدانی پیچ
شمعدانی پیچ(نام علمی: Pelargonium peltatum) نام یک گونه از سرده گل شمعدانی است.